# Moses Malone
Pour les articles homonymes, voir Malone.
Moses Eugene Malone, né le 23 mars 1955 à Petersburg en Virginie aux États-Unis et mort le 13 septembre 2015,, était un joueur américain de basket-ball ayant évolué au poste de pivot, et faisant partie de la liste des 50 meilleurs joueurs de l'histoire de la NBA.
Repoussant les offres de l'université du Maryland, il est l'un des premiers joueurs à être passé directement de l'école secondaire à la National Basketball Association (NBA) sans passer par la NCAA. Il évolue tout d'abord en ABA, puis intègre deux ans plus tard la NBA où il joue 19 saisons.
Ce pivot est élu trois fois meilleur joueur de NBA en 1979, en 1982 (avec des statistiques sur l'année de 31,1 points et 14,7 rebonds en moyenne) et en 1983. Cette dernière année, il remporte le titre de meilleur joueur des finales NBA, finales qu'il remporte avec les Philadelphia 76ers en compagnie de Julius Erving et Maurice Cheeks, après avoir déjà amené les Houston Rockets aux finales en 1981.
Durant sa carrière il marque 27 409 points, soit une moyenne de 20,6 par match, attrape 16 212 rebonds, donne 1 796 passes décisives, réalise 1 733 contres et 1 089 interceptions en 1 329 rencontres. Son record de points sur un match est de 53, établi le 2 février 1982 lors d'une rencontre contre les Clippers de San Diego.
Il dispute à douze reprises le All-Star Game et est introduit au Hall of Fame en 2001.

## Biographie

### Les débuts
Moses Malone effectue son lycée au Petersburg High School à Petersburg en Virginie. Il conduit son équipe des Petersburg High Crimson Wave à 50 victoires consécutives et au titre de champion de l'État en 1973 et 1974. Après une incroyable campagne de recrutement, plus de trois cents recruteurs, des visites de 24 universités, il signe une lettre d'intention pour rejoindre l'Université du Maryland mais, au dernier moment, il rejoint la franchise des Stars d'Utah qui évolue en American Basketball Association (ABA). Celle-ci a retenu Malone au troisième rang de la draft en avril,. Mais la franchise est alors confrontée à plusieurs inconvénients : son premier choix décide de poursuivre ses études, le deuxième préfère rejoindre la National Basketball Association. De plus, les Stars perdent leur pivot vétéran Zelmo Beaty en ayant une mauvaise approche lors des négociations de reconduction de contrat. Pour toutes ces raisons, l'arrivée de Malone est devenue une priorité. Malone et les dirigeants des Stars se mettent d'accord sur un contrat de cinq ans pour 590 000 dollars. Cependant, les deux parties se trouvent confrontées à un problème de droit : un contrat ne peut être signé à Washington, lieu de la rencontre, par une personne de moins de 21 ans. Cette règle est finalement contournée : Malone et les représentants des Stars traversent le Potomac pour se rendre dans l'état de Virginie où la majorité légale est de 18 ans.

### ABA
Pour sa première saison en professionnel, il présente des statistiques de 18,8 points, 14,4 rebonds, quatrième de la ligue, 1 passe et 1,5 contre. Les Stars terminent à la quatrième place de la division Ouest puis s'inclinent au premier tour des play-offs face aux Nuggets de Denver sur le score de 4 à 1. Malone termine sa première série de play-offs de sa carrière avec des statistiques de 22,7 points, 17,5 rebonds en 39 minutes 2. Sa première saison est également récompensée d'une participation au ABA All-Star Game de 1975. Il inscrit 6 points, capte 10 rebonds en 20 minutes dans une rencontre remportée 151 à 124 par la sélection de l'Est. Il termine dans le premier cinq des débutants.
Avec le retrait des Stars en décembre 1975 pour des problèmes financiers, Moses Malone rejoint les Spirits of St. Louis. Il arrive néanmoins avec une blessure au pied et est privé de la moitié de la saison. Il dispute 43 rencontres, pour un temps de jeu de 27 minutes 2 et des statistiques de 14,3 points et 9,6 rebonds.

### NBA
Avec la fusion de la American Basketball Association avec la National Basketball Association, certaines équipes de la ABA disparaissent, dont la franchise des Spirits of St. Louis. Moses Malone est choisi en cinquième position de la Draft de dispersion ABA par les Trail Blazers de Portland, mais ceux-ci possèdent déjà dans leur effectif un pivot majeur avec Bill Walton — qui sera intronisé au Basketball Hall of Fame en 2003. Malone est ainsi l'objet d'un échange avec les Buffalo Braves. Mais en raison d'un problème de négociation de contrat — Malone réclame un minimum de 24 minutes garanties par rencontre, ce que ne peut accepter sa franchise — il ne dispute que deux rencontres, jouant au total 6 minutes. Il n'inscrit aucun point avec sa première franchise NBA et capte un seul rebond. Il rejoint alors les Rockets de Houston. Sous ses nouvelles couleurs, il obtient 31 minutes de temps de jeu et présente des statistiques de 13,5 points, 13,4 rebonds, troisième de la ligue derrière Bill Walton et Kareem Abdul-Jabbar. Il réalise également le meilleur total de rebonds offensifs avec 437. Il se classe également septième de la ligue au nombre de contres par rencontre avec 2,2. Les Rockets terminent en tête de leur division, la Central Division et deuxième de la conférence Est de NBA. En play-offs, les Rockets éliminent les Bullets de Washington sur le score de 4 à 2, puis s'inclinent sur le même score face aux 76ers de Philadelphie. Moses Malone dispute ses six rencontres et présente des statistiques de 18,8 points, 16,9 rebonds en 43 minutes.
Lors de sa deuxième saison, il ne dispute que 59 rencontres et présente un temps de jeu 35,7 minutes. Sa moyenne de points progresse pour atteindre 19,4, troisième de sa franchise derrière Calvin Murphy et Rudy Tomjanovich. Il capte 15 rebonds, deuxième moyenne de la ligue derrière Truck Robinson. Comme la saison précédente, il est le meilleur rebondeur offensif avec 380. Houston, perturbé par une blessure de Rudy Tomjanovich — fractures au visage lors d'une rencontre du début du mois de décembre qui le prive de la fin de saison — termine avec un bilan de 28 victoires pour 54 défaites.
Les Rockets retrouvent un bilan positif lors de la saison suivante avec la deuxième place de la Central Division, quatrième de la conférence. Houston s'incline en deux manches les Hawks d'Atlanta au premier tour malgré les 24,5 points et 20,5 rebonds en 39 minutes de Moses Malone. Lors de la saison régulière, ses statistiques sont de 24,8 points et 17,6 rebonds. Il est ainsi le meilleur rebondeur de la ligue, obtenant le meilleur total de rebond défensif et offensif. Il est également le second joueur de la ligue à tenter le plus de lancer francs. Il fait également partie du second cinq défensif de l'année (NBA All-Defensive Second Team) et du meilleur cinq (All-NBA First Team). Finalement, il obtient le titre de NBA Most Valuable Player (MVP).
Houston termine avec un bilan équilibré de 41 victoires, 41 défaites lors de la saison 1979-1980 ce qui place la franchise à la quatrième place de la conférence. Opposé aux Spurs de San Antonio, Houston s'impose deux victoires à une puis s'incline sur un sweep (aucune victoire), quatre à zéro, face aux Celtics de Boston. Malone est devancé par Swen Nater à la moyenne de rebonds, avec 14,5 rebonds : il termine toutefois une nouvelle fois au premier rang de la ligue au rebond offensif. Il est également premier au nombre de lancers, deuxième au total du nombre de points, terminant cinquième à la moyenne de points par matchs avec 25,8. Il est de nouveau honoré en obtenant une nomination dans la All-NBA Second Team.
Moses Malone retrouve le premier rang de la ligue au nombre de rebonds par match lors de la saison 1980-1981, terminant premier pour le nombre de rebonds offensifs et second pour le nombre de rebonds défensifs. Pour la seconde année consécutive, il est le joueur le plus sollicité au lancer franc, terminant second comme l'année précédente au nombre de lancers réussis. Le joueur du Jazz de l'Utah Adrian Dantley est le seul à le devancer au nombre de points, 306 contre 27,8. Il figure de nouveau dans le second cinq de NBA. Houston, qui évolue désormais dans la conférence Ouest, termine avec le sixième bilan de celle-ci (40 victoires, 42 défaites) mais s'impose au premier des play-offs face aux Lakers de Los Angeles. Lors du tour suivant, les Rockets éliminent les Spurs lors de la septième et ultime manche, 105 à 100, puis les Kings de Kansas City sur le score de 4 à 1 lors de la finale de conférence. En Finale NBA, Houston affronte les Celtics : chaque équipe remporte une victoire à Boston. Après les deux matchs à Houston, le score est à 2 partout. Les Celtics remportent les deux dernières manches. Malone dispute les 21 rencontres de play-offs, évoluant 45,5 minutes par rencontre et présentant des statistiques de 26,8 points et 14,5 rebonds.
Pour la seconde année consécutive, il termine second du classement des marqueurs lors de la saison 1981-1982. Malgré la meilleure moyenne de sa carrière, 31,2, il est devancé dans ce classement par le joueur des Spurs George Gervin. Il remporte pour la troisième fois de sa carrière le titre de meilleur rebondeur avec une moyenne de 14,7. Pour la sixième fois consécutive il est le meilleur rebondeur offensif. Il est également de nouveau premier au nombre de lancers francs terminant une nouvelle fois, la quatrième, au second rang au nombre de lancers réussis. Avec 3 398 minutes, il est le joueur le plus utilisé de la ligue. Il obtient sa seconde nomination dans le premier de la ligue, dont il est également nommé MVP pour la seconde fois. Sixième de la conférence Ouest, avec 46 victoires et 36 défaites, Houston s'incline au premier tour des play-offs face aux SuperSonics de Seattle sur le score de 2 à 1.

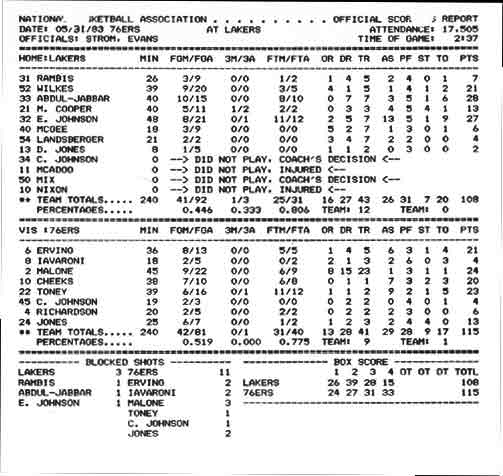
D'un point de vue personnel, l'un des meilleurs et des plus importants matchs de la carrière de Malone a été le quatrième match des finales de la NBA en 1983.

Le nouveau propriétaire des 76ers de Philadelphie, Harold Katz, décide de recruter Moses Malone pour que la franchise parvienne enfin à remporter le titre NBA après trois finales disputées, et deux finales de conférences, lors des six dernières saison. Il associe ainsi les derniers MVP de la ligue, Julius Erving ayant précédé Malone en 1981. Ces deux joueurs, qui terminent tous deux dans le premier cinq de la NBA, bien aidés par Bobby Jones qui reçoit le premier titre de meilleur sixième homme, amènent la franchise au meilleur bilan de son histoire avec 65 victoires pour 17 défaites. Moses Malone, avec 24,5 points, 15,3 rebonds, termine pour la troisième fois de sa carrière MVP de la ligue. Il figure également dans le premier cinq défensif de l'année. Il est pour la quatrième fois meilleur rebondeur de la ligue, septième fois meilleur rebondeur offensif, deuxième fois meilleur rebondeur défensif. Le pronostic de Moses Malone avant le début des play-offs, « Fo’, Fo’, Fo’ », soit quatre, quatre, quatre, ce que les médias interprètent par un résultat parfait avec quatre sweeps, est proche d'être réalisé. Lors des demi-finales de conférence, les Knicks de New York s'inclinent bien sur un sweep. Par contre, lors du tour suivant, les 76ers s'inclinent lors de la quatrième manche, mais remportent ensuite la cinquième rencontre 115 à 103 pour obtenir le droit de disputer les finales NBA face aux Lakers de Los Angeles. Lors de celles-ci, Philadelphie remporte ses deux premiers matchs à domicile, puis remporte la troisième rencontre au forum d'Inglewood de Los Angeles. Menés 106 à 104, les Sixers désirent remporter la série sur ce quatrième match, et, grâce à deux actions de Doctor J, surnom de Julius Erving, ils remportent le match 115 à 108. Moses Malone, qui a dominé Kareem Abdul-Jabbar lors de cette finale, est nommé NBA Finals Most Valuable Player. La franchise remporte son troisième titre NBA, le second depuis son arrivée à Philadelphie.
Lors de la saison suivant ce titre, les 76ers terminent avec le deuxième bilan de la conférence est, mais le no 3 de la conférence en play-offs. Opposés aux Nets du New Jersey, les 76ers s'inclinent en cinq manches, 3 à 2, au premier tour des play-offs. Lors de ceux-ci, Malone réalise 21,4 points et 13,8 rebonds en 42 minutes 4. Lors de la saison régulière, il présente une moyenne de 22,7 points : après cinq saisons consécutives dans le Top 5 de cette statistique, il termine au onzième rang de la ligue. Il conserve toutefois le premier rang du classement des rebondeurs avec une moyenne de 13,4 mais, pour la première fois depuis son arrivée en NBA, il est devancé au classement des rebonds offensifs. Buck Williams le précède de trois rebonds avec un total de 355 rebonds. Il est devancé par Kareem Abdul-Jabbar pour occuper le poste de pivot dans le meilleur cinq de la ligue mais termine tout de même dans le second cinq.
Les 76ers, avec l'apport de Charles Barkley, cinquième de la dernière draft, retrouvent les finales de conférences lors de la saison 1984-1985 mais doivent s'incliner face aux Celtics par 4 à 1. Auparavant, les 76ers terminent deuxième de la Atlantic Division, toujours derrière les Celtics et troisième de la conférence. Au premier tour, ils éliminent les Bullets de Washington sur le score de 3 à 1, puis les Bucks de Milwaukee sur un sweep. Moses Malone, avec 13,1 rebonds, remporte son sixième titre de meilleur rebondeur de la ligue. Il retrouve le Top 10 du classement des marqueurs dont il termine neuvième avec 24,6. Pour la quatrième fois, il termine dans la All-NBA First Team.
Lors de la saison suivante, les 76ers, avec un bilan de 54 à 28, terminent une nouvelle fois deuxième de la division. Lors des play-offs, ils sont de nouveau opposés aux Bullets, qu'ils éliminent en cinq manches, puis aux Bucks en demi-finale de conférence. Ceux-ci prennent leur revanche par rapport à la saison précédente en l'emportant lors de la septième manche. Moses Malone ne dispute aucun de ses matchs de play-offs. Lors de la saison régulière, il inscrit 23,4 points, septième de la ligue, et 11,6 rebonds, quatrième.
Peu après la Draft 1986 de la NBA, il fait partie d'un échange controversé qui l'envoie rejoindre les Bullets. Son remplaçant chez les Sixers, Jeff Ruland, ne dispute que cinq rencontres en raison de blessures aux genoux et met un terme à sa carrière à la fin de cette saison. L'un des effets provoqués par la venue de Malone est l'augmentation du nombre de spectateurs, 3 000 par rencontres. Les Bullets connaissent une légère progression - le bilan passe de 39-43 à 42-40 - et terminent à la troisième place de la division atlantique, obtenant également une qualification pour les play-offs. Lors de ceux-ci, ils s'inclinent trois à zéro face aux Pistons de Détroit. Malone réussit des moyennes de 20,7 points et 12,7 rebonds durant ces play-offs, ses statistiques sur la saison régulière étant de 24,1 points et 11,3 rebonds, et retrouve une place dans les meilleurs joueurs de la ligue en intégrant le deuxième cinq NBA, NBA Second Team. Il réussit encore une performance importante en réalisant 50 points lors d'une défaite 109 à 85 face aux Pistons de Detroit. Il est l'un des trois joueurs à réaliser au moins 50 points lors de la saison, avec Michael Jordan — qui le réalise à huit reprises — et Dominique Wilkins qui le réussit à trois occasions.
Lors de la seconde saison de Moses Malone avec les Bullets, il inscrit 21,5 points et capte 11,8 rebonds en saison régulière, terminée en troisième position de division, mais avec un bilan négatif de 38 à 44. En play-offs, les Bullets retrouvent les Pistons, qui l'emportent cette fois lors de la cinquième et ultime manche. Les statistiques de Malone lors de cette série sont de 18,6 points et 11,2 rebonds en 39 minutes 6. Il est alors agent libre (unrestricted free agent) et peut donc rejoindre la franchise de son choix. Il signe alors le 16 août avec les Hawks d'Atlanta. Ceux-ci alignent un nouveau trio de joueurs qui ont terminé la saison précédente dans les 20 premiers du classement des marqueurs — Dominique Wilkins, deuxième avec 30,7, Reggie Theus 13e avec 21,6 et Moses Malone 19e avec 20,3. Malgré cet effectif, les Hawks ne terminent qu'au troisième rang de la division centrale, quatrième de la conférence, puis se font éliminer au premier tour par les Bucks de Milwaukee par trois et deux. Les statistiques de Malone en saison régulière sont proches de la saison précédente avec 20,2 points et 11,8 rebonds. Après quatre saisons avec un bilan de 50 victoires ou plus et de participations aux play-offs, les Hawks terminent avec un bilan équilibré de 41 victoires 41 défaites, ce qui place la franchise au sixième rang de la division centrale et le neuvième de l'Est. Moses Malone termine sa saison avec des statistiques de 18,9 points, 10 rebonds 1,6 passe et 1 contre.
Moses Malone dispute une troisième saison avec les Hawks. Celle-ci, débutée par une série de neuf défaites consécutives, voit le nouvel entraîneur principal Bob Weiss, qui a pris la suite de Mike Fratello à la fin de la saison précédente, installer Malone sur le banc au profit de Jon Koncak. Le temps de jeu de Malone se réduit passant de 33,8 à 23,3 minutes. Ses statistiques sont en baisse avec 10,6 points, 8,1 rebonds. C'est la première fois depuis son arrivée en NBA lors de la saison 1976-1977, qu'il ne figure pas dans le Top 10 des rebondeurs de la ligue. Il profite toutefois de cette saison pour établir quelques records NBA : il dépasse Wilt Chamberlain au nombre de rencontres consécutives sans être sorti pour faute. Il dépasse le record de 7 694 lancers francs réussis, record appartenant alors à Oscar Robertson.
Atlanta ayant renoncé à son droit de resigner Moses Malone, il devient agent libre, unrestricted free agent, ce dont il profite pour signer un contrat de deux ans avec les Bucks de Milwaukee. Il retrouve une place de titulaire, débutant 77 des 82 rencontres de la phase régulière. Avec un temps de jeu de nouveau au-dessus de 30 minutes - 30,6 - il présente des statistiques de 15,6 points et 9,1 rebonds. Les Bucks terminent avec un bilan de 31 victoires et 51 défaites. La saison suivante, Malone et les Bucks sont de nouveau privés de play-offs avec un bilan négatif de 28 victoires, 54 défaites. Lors de celle-ci, Malone doit déclarer forfait en début de saison en raison d'une hernie discale qui nécessite une opération. Il fait son retour sur les parquets en fin du mois de mars et dispute 11 rencontres, pour un temps de jeu de 9,5 minutes et des statistiques de 4,5 points et 4,2 rebonds. Durant cette période, il devient le troisième marqueur en carrière en dépassant les 27 313 points de Elvin Hayes,.
En août, il signe pour son ancienne franchise des 76ers de Philadelphie. Son but est d'offrir son expérience au jeune pivot Shawn Bradley qui effectue sa première saison dans la ligue. Les Sixers terminent avec un bilan de 25 victoires, 57 défaites. Malone dispute encore 55 rencontres lors de cette saison pour un temps de jeu de 11,2 minutes et des statistiques de 5,3 points et 4,1 rebonds. Il est ensuite recruté toujours en tant qu'agent libre, par les Spurs pour occuper un poste de remplaçant à David Robinson. Il dispute 17 rencontres mais doit mettre un terme à sa carrière à la suite d'une blessure au tendon.

### Vie privée
Moses Malone a été mariée à Alfreda Malone, avec laquelle il a deux enfants, Moses Malone Jr et Michael. Le couple divorce en octobre 1992 après dix ans de mariage. En janvier 1993, Alfreda Malone porte plainte, disant que son ex-mari a proféré des menaces de mort vis-à-vis de sa personne. Arrêté, il est finalement libéré après la remise d'une caution de 5 000 dollars.
Son fils aîné essaye de suivre les traces de son père dans le basket-ball. Mais au contraire de celui-ci, il rejoint la NCAA. Il évolue avec les Houston Cougars de l'université de Houston en 1998-1999. Peu utilisé par son entraîneur Clyde Drexler, il rejoint Texas Tech en 1999-2000. Il termine finalement sa carrière universitaire à South Carolina State de 2001 à 2003. Non drafté, il fait un essai non concluant avec les 76ers de Philadelphie. Son second fils, Michael, choisit le football américain. Après sa carrière universitaire à Sam Houston State, il est recruté par les Dolphins de Miami en 2007 en tant que undrafted free agent, mais ne dispute aucune rencontre.

## Palmarès et records
Moses Malone est nommé dans la ABA All-Rookie First Team, premier cinq des débutants de la American Basketball Association, 1975. Il démontre déjà ses qualités de rebondeur offensif en terminant au premier rang de la ligue. Il est également sélectionné pour participer au All Star-Game de la ligue.
Il remporte un seul titre NBA, lors de la saison 1982-1983 avec les Sixers contre les Lakers. Lors de cette même finale, il est désigné NBA Finals Most Valuable Player Award, meilleur joueur de la finale.
Durant cette même saison, il devient le troisième joueur à remporter les titres de NBA Most Valuable Player (MVP) et de MVP des finales, après Willis Reed en 1970 et Kareem Abdul-Jabbar en 1971. Il dispute une autre finale NBA, en 1981, face aux Celtics de Boston. En plus de son titre de MVP de 1983, il obtient deux autres titres, en 1979, 1982. Il est le premier, et encore le seul en 2015, joueur à obtenir deux titres de MVP de manière consécutive avec deux franchises différentes. Kareem Abdul-Jabbar, avec les Bucks et les Lakers, et LeBron James avec les Cavaliers de Cleveland et le Heat de Miami sont les deux seuls autres joueurs NBA à obtenir ce trophée avec deux franchises.
Moses Malone obtient huit nominations pour des équipes All NBA, quatre dans le premier cinq en 1979, 1982, 1983 et en 1985 et quatre dans le second cinq, aussi nommé All-NBA Second Team en 1980, 1981, 1984, et en 1987. Il obtient une nomination dans le premier cinq défensif (NBA All-Defensive First Team) de la ligue en 1983 et une autre dans le second cinq en 1979. Il dispute de manière consécutive tous les NBA All-Star Game de 1978 à 1989.
Il figure parmi les meilleurs rebondeurs de l'histoire de la ligue, remportant le titre de meilleur rebondeur NBA à six reprises, en 1979, 1981, 1982, 1983, 1984 et en 1985. Lors de ces saison, il est le joueur ayant pris le plus de rebonds en 1979 (1444), 1981 (1 180), 1982 (1 188), 1983 (1 194), et en 1985 (1 031).
Ces titres de meilleur rebondeur sont principalement dus à ces qualités de rebondeur offensif : il est le meilleur rebondeur offensif en 1977 (437), 1978 (380), 1979 (587), 1980 (573),1981 (474), 1982 (558), 1983 (445), et en 1990 (364). Il termine également à deux reprises avec le meilleur total de rebonds défensifs sur une saison en 1979 (857), et en 1983 (749). Il figure en tête du classement du nombre de rebonds offensifs qui n'est officiellement recensée que depuis la saison 1973-1974 avec 6 731 rebonds. En cumulant sa carrière ABA, il totalise 7 382 rebonds offensifs.
Il est également récompensé du joueur ayant la meilleure efficacité sur le terrain (Player Efficiency Rating) en 1982 (26,8), et en 1983 (25,1).
Joueur ayant tenté le plus de lancer franc sur une saison en 1980 (783), 1981 (804), 1982 (827), 1983 (788), et en 1985 (904), il est également le joueur ayant réussi le plus de ceux-ci lors des saisons 1983 (600), et en 1985 (737). À la fin de sa carrière, il figure à la seconde place de ces deux classements en carrière avec 9 018 lancers réussis sur 11 864 tentés (carrières ABA et NBA cumulées),.
Il établit son record de rebonds sur un match, 37, le 9 février 1979 contre le Jazz de La Nouvelle-Orléans. Depuis cette date, le joueur ayant approché de manière la plus proche cette marque est Charles Oakley en 1988 avec 35 rebonds. Jusqu'à l'année 2010, il était également le dernier joueur à avoir réalisé un double-double particulier : au moins 30 points et 30 rebonds. Il réalise cette performance, 38 points et 32 rebonds, face à Seattle en 1982. C'est le joueur des Timberwolves du Minnesota Kevin Love qui réalise ce double-double avec 31 points et 31 rebonds lors d'une victoire sur les Knicks de New York en novembre 2010.
Moses Malone est un joueur très sollicité par ses entraîneurs. Lors des saisons 1978-1979 et 1981-1982, il est le joueur passant le plus de minutes sur le terrain avec respectivement 3 390, et 3 398. Lors de ces deux saisons, il est le joueur le plus utilisé en moyenne : 41,3 , 42,0 minutes par match.
Moses Malone possède également un record négatif avec le plus grand nombre de ballons perdus (turnovers) en 1981 avec 308.
Moses Malone est un grand spécialiste du double-double. C'est ainsi qu'il réalise la plus grande série de double-double consécutifs depuis la fusion des deux ligues ABA et NBA en 1976. Il établit ce record sous les couleurs des Rockets de Houston entre le 29 décembre 1978 et le 12 octobre 1979, lors de la saison suivante. Ce record est finalement égalé puis battu par Kevin Love en mars 2011,.
Moses Malone est reconnu comme l'un des plus grands joueurs de l'histoire de la ligue. À ce titre, il est sélectionné parmi les meilleurs joueurs du cinquantenaire de la NBA en 1996. Il est également élu au Naismith Memorial Hall of Fame en 2001.
Il a également l'honneur de voir deux de ses maillots retirés : son no 24 est retiré par les Rockets de Houston en 1998, tout comme son no 2 porté chez les Philadelphia Sixers.

### Records sur une rencontre
Les records personnels de Moses Malone en NBA sont les suivants :
| Record de la franchise |

| Type de statistique        | Saison régulière | Saison régulière            | Saison régulière | Playoffs | Playoffs                | Playoffs       |
| Type de statistique        | Record           | Adversaire                  | Date             | Record   | Adversaire              | Date           |
| -------------------------- | ---------------- | --------------------------- | ---------------- | -------- | ----------------------- | -------------- |
| Points                     | 53               | Clippers de Los Angeles     | 2 février 1982   | 42       | Kings de Sacramento     | 26 avril 1981  |
| Paniers marqués            | 20               | Warriors de Golden State    | 11 mars 1981     | 16       | 2 fois                  | 2 fois         |
| Paniers tentés             | 32               | Pistons de Détroit          | 14 novembre 1984 | 34       | @ Lakers de Los Angeles | 1er avril 1981 |
| Paniers à 3 points réussis | 1                | 8 fois                      | 8 fois           | 1        | Bucks de Milwaukee      | 7 mai 1989     |
| Paniers à 3 points tentés  | 2                | 4 fois                      | 4 fois           | 1        | 4 fois                  | 4 fois         |
| Lancers francs réussis     | 21               | 3 fois                      | 3 fois           | 18       | Spurs de San Antonio    | 14 avril 1981  |
| Lancers francs tentés      | 26               | @ 76ers de Philadelphie     | 4 avril 1979     | 20       | Spurs de San Antonio    | 14 avril 1981  |
| Rebonds offensifs          | 15               | Celtics de Boston           | 25 mars 1984     | 13       | Hawks d'Atlanta         | 13 avril 1979  |
| Rebonds défensifs          | 16               | 2 fois                      | 2 fois           | 15       | 2 fois                  | 2 fois         |
| Rebonds totaux             | 37               | Jazz de La Nouvelle-Orléans | 9 février 1979   | 26       | Bullets de Washington   | 21 avril 1977  |
| Passes décisives           | 7                | 2 fois                      | 2 fois           | 6        | @ Lakers de Los Angeles | 29 mai 1983    |
| Interceptions              | 5                | Trail Blazers de Portland   | 19 février 1986  | 6        | Wizards de Washington   | 17 avril 1985  |
| Contres                    | 9                | Clippers de Los Angeles     | 13 novembre 1983 | 5        | 2 fois                  | 2 fois         |
| Balles perdues             | 9                | 2 fois                      | 2 fois           | 10       | @ Nets du New Jersey    | 24 avril 1984  |
| Minutes jouées             | 56               | Celtics de Boston           | 6 novembre 1982  | 48       | Bucks de Milwaukee      | 8 mai 1983     |

## Statistiques
| Champion NBA | MVP de la saison | Meilleur joueur de cette catégorie statistique de la saison |

gras = ses meilleures performances

### Saison régulière
| Saison        | Équipe          | Matchs | Titul. | Min./m | % Tir | % 3pts | % LF | Rbds/m. | Pass/m. | Int/m. | Ctr/m. | Pts/m. |
| ------------- | --------------- | ------ | ------ | ------ | ----- | ------ | ---- | ------- | ------- | ------ | ------ | ------ |
| 1974-1975     | Utah (ABA)      | 83     | -      | 38.6   | .571  | .000   | .635 | 14.6    | 1.0     | 1.0    | 1.5    | 18.8   |
| 1975-1976     | St. Louis (ABA) | 43     | -      | 27.2   | .512  | .000   | .612 | 9.6     | 1.3     | .6     | .7     | 14.3   |
| 1976-1977     | Buffalo         | 2      | -      | 3.0    | -     | -      | -    | .5      | .0      | .0     | .0     | .0     |
| 1976-1977     | Houston         | 80     | -      | 31.3   | .480  | -      | .693 | 13.4    | 1.1     | .8     | 2.3    | 13.5   |
| 1977-1978     | Houston         | 59     | -      | 35.7   | .499  | -      | .718 | 15.0    | .5      | .8     | 1.3    | 19.4   |
| 1978-1979     | Houston         | 82     | -      | 41.3   | .540  | -      | .739 | 17.6    | 1.8     | 1.0    | 1.5    | 24.8   |
| 1979-1980     | Houston         | 82     | -      | 38.3   | .502  | .000   | .719 | 14.5    | 1.8     | 1.0    | 1.3    | 25.8   |
| 1980-1981     | Houston         | 80     | -      | 40.6   | .522  | .333   | .757 | 14.8    | 1.8     | 1.0    | 1.9    | 27.8   |
| 1981-1982     | Houston         | 81     | 81     | 42.0   | .519  | .000   | .762 | 14.7    | 1.8     | .9     | 1.5    | 31.1   |
| 1982-1983     | Philadelphie    | 78     | 78     | 37.5   | .501  | .000   | .761 | 15.3    | 1.3     | 1.1    | 2.0    | 24.5   |
| 1983-1984     | Philadelphie    | 71     | 71     | 36.8   | .483  | .000   | .750 | 13.4    | 1.4     | 1.0    | 1.5    | 22.7   |
| 1984-1985     | Philadelphie    | 79     | 79     | 37.4   | .469  | .000   | .815 | 13.1    | 1.6     | .8     | 1.6    | 24.6   |
| 1985-1986     | Philadelphie    | 74     | 74     | 36.6   | .458  | .000   | .787 | 11.8    | 1.2     | .9     | 1.0    | 23.8   |
| 1986-1987     | Washington      | 73     | 70     | 34.1   | .454  | .000   | .824 | 11.3    | 1.6     | .8     | 1.3    | 24.1   |
| 1987-1988     | Washington      | 79     | 78     | 34.1   | .487  | .286   | .788 | 11.2    | 1.4     | .7     | .9     | 20.3   |
| 1988-1989     | Atlanta         | 81     | 80     | 35.5   | .491  | .000   | .789 | 11.8    | 1.4     | 1.0    | 1.2    | 20.2   |
| 1989-1990     | Atlanta         | 81     | 81     | 33.8   | .480  | .111   | .781 | 10.0    | 1.6     | .6     | 1.0    | 18.9   |
| 1990-1991     | Atlanta         | 82     | 15     | 23.3   | .468  | .000   | .831 | 8.1     | .8      | .4     | .9     | 10.6   |
| 1991-1992     | Milwaukee       | 82     | 77     | 30.6   | .474  | .375   | .786 | 9.1     | 1.1     | .9     | .8     | 15.6   |
| 1992-1993     | Milwaukee       | 11     | 0      | 9.5    | .310  | -      | .774 | 4.2     | .6      | .1     | .7     | 4.5    |
| 1993-1994     | Philadelphie    | 55     | 0      | 11.2   | .440  | .000   | .769 | 4.1     | .6      | .2     | .3     | 5.3    |
| 1994-1995     | San Antonio     | 17     | 0      | 8.8    | .371  | .500   | .688 | 2.7     | .4      | .1     | .2     | 2.9    |
| Carrière      | Carrière        | 1455   | 784    | 34.0   | .495  | .096   | .760 | 12.3    | 1.3     | .8     | 1.3    | 20.3   |
| All-Star Game | All-Star Game   | 12     | 8      | 24,2   | 45,5  | -      | 58,3 | 9,8     | 1,3     | 0,8    | 0,6    | 11,2   |

### Playoffs
| MVP des finales NBA |

| Saison   | Équipe       | Matchs | Titul. | Min./m | % Tir | % 3pts | % LF | Rbds/m. | Pass/m. | Int/m. | Ctr/m. | Pts/m. |
| -------- | ------------ | ------ | ------ | ------ | ----- | ------ | ---- | ------- | ------- | ------ | ------ | ------ |
| 1975     | Utah (ABA)   | 6      | -      | 39.2   | .638  | -      | .667 | 17.5    | 1.5     | .0     | 1.5    | 22.7   |
| 1977     | Houston      | 12     | -      | 43.2   | .500  | -      | .692 | 16.9    | .6      | 1.1    | 1.8    | 18.8   |
| 1979     | Houston      | 2      | -      | 39.0   | .528  | -      | .722 | 20.5    | 1.0     | .5     | 4.0    | 24.5   |
| 1980     | Houston      | 7      | -      | 39.3   | .536  | .000   | .767 | 13.9    | 1.0     | .6     | 2.3    | 25.9   |
| 1981     | Houston      | 21     | -      | 45.5   | .479  | .000   | .712 | 14.5    | 1.7     | .6     | 1.6    | 26.8   |
| 1982     | Houston      | 3      | -      | 45.3   | .433  | -      | .933 | 17.0    | 3.3     | .7     | .7     | 24.0   |
| 1983     | Philadelphie | 13     | -      | 40.3   | .536  | .000   | .717 | 15.8    | 1.5     | 1.5    | 1.9    | 26.0   |
| 1984     | Philadelphie | 5      | -      | 42.4   | .458  | -      | .969 | 13.8    | 1.4     | .6     | 2.2    | 21.4   |
| 1985     | Philadelphie | 13     | 13     | 38.8   | .425  | .000   | .796 | 10.6    | 1.8     | 1.3    | 1.7    | 20.2   |
| 1987     | Washington   | 3      | 3      | 38.0   | .447  | -      | .952 | 12.7    | 1.7     | .0     | 1.0    | 20.7   |
| 1988     | Washington   | 5      | 5      | 39.6   | .462  | .000   | .825 | 11.2    | 1.4     | .6     | .8     | 18.6   |
| 1989     | Atlanta      | 5      | 5      | 39.4   | .500  | 1.000  | .784 | 12.0    | 1.8     | 1.4    | .8     | 21.0   |
| 1991     | Atlanta      | 5      | 0      | 16.8   | .200  | -      | .929 | 6.2     | .6      | .4     | .2     | 4.2    |
| Carrière | Carrière     | 100    | 26     | 40.3   | .487  | .143   | .756 | 14.0    | 1.5     | .8     | 1.6    | 22.1   |